# Alfred Wyser
Alfred Wyser (* 5. August 1922 in Niedergösgen; † 9. März 2010 in Trimbach) war ein Schweizer Politiker (FDP) und Historiker.

## Leben und Wirken
Alfred Wyser war der Sohn des Schuhmachers Oskar Wyser und dessen Ehefrau Lina Wyser, geborene Gisi, aus Niedergösgen.
Nach dem Schulabschluss studierte Alfred Wyser Nationalökonomie und Geschichte an der Universität Bern. Dort promovierte er 1948 zum Dr. phil. Das Thema seiner Dissertation lautete Der Staat Solothurn an der Wende vom 15. zum 16. Jahrhundert und erschien in Olten in Druck. Im Anschluss war er als Redaktor tätig. 1957 stieg er zum Chefredaktor der Oltner Tageblatts auf. Diese Funktion übte Alfred Wyser bis 1966 aus. In dieser Zeit war er auch in der Jungliberalen Bewegung tätig und wurde für diese 1949 in den Gemeinderat von Olten gewählt. Bis 1961 war er im Gemeinderat Olten, seit 1957 als freisinniger Kantonsrat und Erziehungsrat.
Im Juni 1967 wurde er als Vertreter der Freisinnig-demokratischen Partei des Kantons Solothurn in den Solothurner Regierungsrat gewählt und war 1970 sowie 1975 Landammann. In dieser Zeit wirkte er als Direktor des Erziehungs- und Kultusdepartement massgeblich an der Neugestaltung des dortigen Volksschulgesetzes und der Einführung der Schulkreise und Gesamtschulen sowie eines obligatorischen neunten Schuljahres mit. Dem Regierungsrat gehörte er bis Ende November 1979 an.
1979 wurde Alfred Wyser zum Direktor der Zentralstelle für Gesamtverteidigung in Bern gerufen. Gleichzeitig war er Oberst im Generalstab. 1985 trat er mit 63 Jahren in den Ruhestand. 2008 publizierte er seinen persönlichen Rückblick unter dem Titel Vom Zeitmass helvetischer Politik. Zwei Jahre später starb er.

## Schriften (Auswahl)
- Der Staat Solothurn an der Wende vom 15. zum 16. Jahrhundert. Olten 1948.
- Zum hundertjährigen Bestehen der Bally-Schuhfabriken AG Schönenwerd. Olten o. J. [1951]
- 50 Jahre Kriegsmobilmachung. Zur Eröffnung der Ausstellung im Historischen Museum Olten. O. O. und o. J. [Olten, 1989]
- Von der Röselifeder zur E-Mail, A. Wyser (Selbstverlag), Olten 2002.
- Vom Zeitmass helvetischer Politik. Universal Frame, Zofingen 2008.